# SEAT 1500

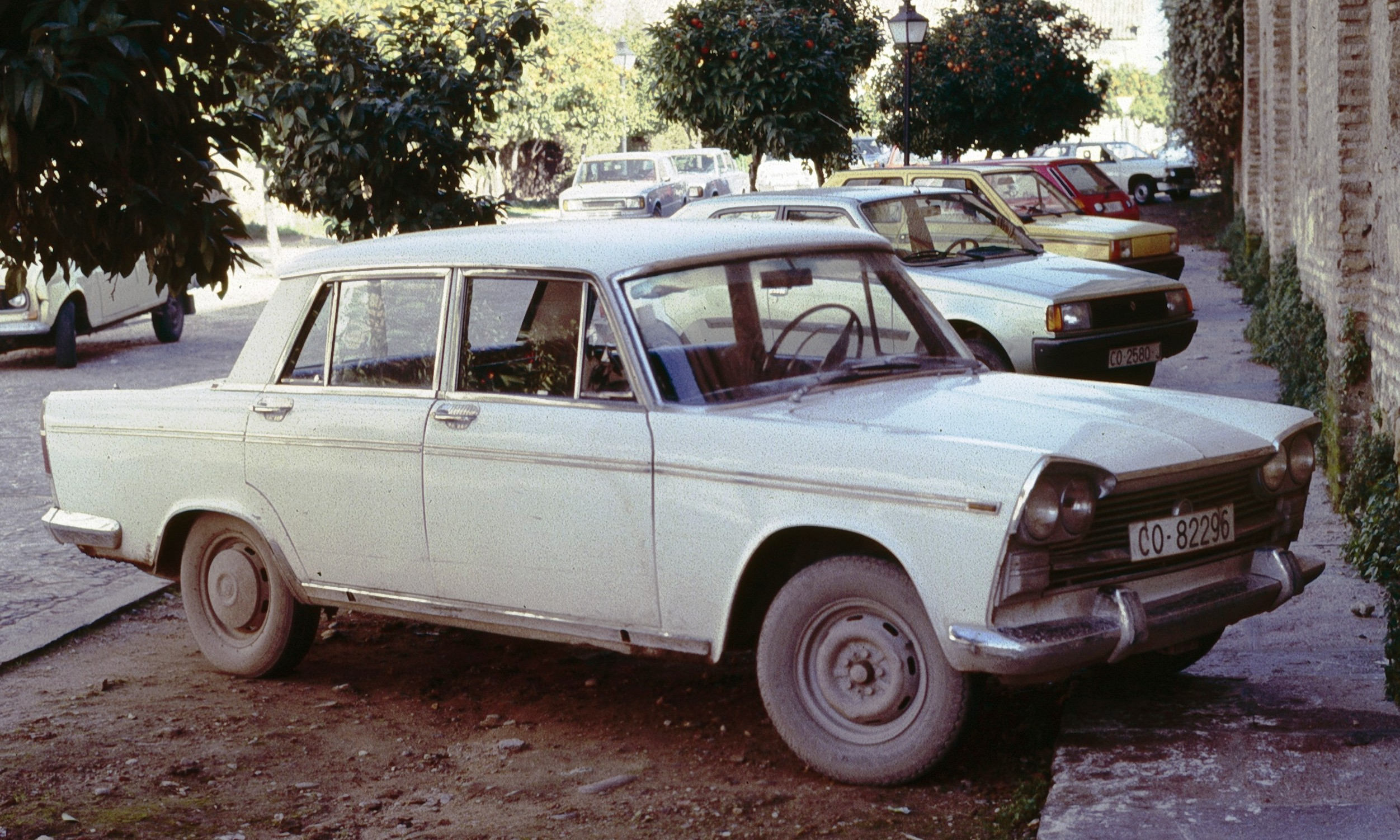
SEAT 1500

De SEAT 1500 was een automodel van de Spaanse fabriek SEAT.
In de jaren zestig van de 20e eeuw was de SEAT 1500 ( Milquinientos in het Spaans) het topmodel van deze Spaanse autofabriek. Net als de overige modellen die sinds 1953 door SEAT werden gebouwd, was de 1500 een onder licentie gebouwde Fiat. Voor de historie van het model moeten we dan ook de blik werpen op de ontwikkelingen bij Fiat in de jaren vijftig. Daar was men druk doende om het modellenprogramma steeds verder uit te breiden. Half de jaren vijftig werd begonnen met de ontwikkeling van een nieuw topmodel, waarmee de Italianen verdere invulling wilden geven aan het idee dat er voor elke portemonnee een Fiat beschikbaar moest zijn.
De nieuwe topwagen werd ontworpen door een team onder leiding van Dante Giacoso, die verantwoordelijk was voor het ontwerp van vrijwel alle Fiats van na de Tweede Wereldoorlog tot begin jaren zeventig.
Op de Autosalon van Genève in het voorjaar van 1959 was het dan zo ver. Het publiek kon niet met één, maar met twee nieuwe grote Fiats met zescilindermotoren kennismaken: de Fiat 1800 en de Fiat 2100. Beide types zijn overigens identiek, op de cilinderinhoud na.
Reeds in juni van datzelfde jaar werd de variant van SEAT voorgesteld op een beurs in Barcelona. Uiterlijk verschilde deze wagen nauwelijks van de Fiat, maar een blik onder de motorkap moet bij menig beursbezoeker een gevoel van teleurstelling teweeg hebben gebracht. In plaats van een volgens de laatste stand der techniek ontwikkelde zescilinder, lag daar een oude viercilinder van 1395 cc, die was overgenomen van het vorige model. De nieuwe SEAT heette dan ook 1400. Om precies te zijn 1400 C ter onderscheiding van zijn voorgangers SEAT 1400 A en 1400 B. Deze motor leverde 58 DIN PK, waarmee de zware wagen niet harder kon dan 135 km/u.
Voor SEAT was de productie van een gecompliceerde zescilinder te hoog gegrepen. Bovendien zouden hiervoor grote investeringen nodig zijn, die waarschijnlijk toch niet zouden worden terugverdiend in het op dat moment nog weinig welvarende Spanje. De keuze voor de oude motor lijkt dus vooral uit kostenoogpunt te zijn gemaakt.

## De auto nader bekeken
Giacoso en zijn mensen waren erin geslaagd een opmerkelijke auto te ontwerpen, want na de bolle vormen die auto's uit de jaren vijftig kenmerken, was de grote Fiat een messcherp gelijnde wagen. Doorgaans protserige stijlkenmerken van Amerikaanse auto's waren op subtiele wijze opgenomen in een typisch Italiaans ontwerp. Zo was er vrij veel chroomwerk gebruikt(gril, overal sierstrips)en liepen de achterschermen uit in een soort verticale vleugels met daarin de achterlichten. In het interieur vallen direct de doorlopende voorbank en de stuurversnelling op(met enig schikken kunnen zes personen mee). Typisch Italiaans is de grote zorg waarmee de auto is vormgegeven. Strakke lijnen, scherpe hoeken en toch een elegant koetswerk: daarin herkent men de hand van een meester. Met een lengte van 4,46 meter was de wagen in zijn tijd vrij fors, maar ook weer niet overdreven groot. Opmerkelijk is dat de auto zowel op foto's als in het echt veel groter toont. Ook nu nog.
Behalve de sedan was er ook nog een stationcaruitvoering. De attractie van deze versie was de in een boven- en een onderdeel te openen achterklep. Het was mogelijk om met het onderdeel geopend te rijden, want dit deel vormde een aansluitend verlengstuk van de laadvloer. De achterbank was neerklapbaar.
De hier beschreven styling vond overigens navolging van diverse andere autofabrikanten. Enkele voorbeelden zijn de Austin Cambridge, Ford Zodiac en Peugeot 404.

## Techniek
Technisch gezien was de auto goed bij de tijd. Hij beschikt over een zelfdragende carrosserie met vier porieren. De motorkap scharniert naar de voorzijde, zodat inzittenden niet snel verrast zullen worden door een openslaande klep.
De voorwielen zijn onafhankelijk opgehangen door middel van draagarmen(van ongelijke lengte), waarbij torsiestaven en telescoopschokbrekers zorgen voor de vering. Bovendien is een stabilisatorstang gemonteerd. Achter bevindt zich een starre achteras, die op zijn plaats wordt gehouden door schroefveren en als kwart-elliptische bladveren uitgevoerde geleidearmen. Het geheel wordt gecompleteerd door telescopische schokbrekers en een Panhard-stang. De versnellingsbak telt vier gesynchroniseerde versnellingen vooruit en een achteruit. Via een uit twee delen bestaande cardanas worden de achterwielen aangedreven. Rondom zijn trommelremmen gemonteerd.
Een uitgebreide beschrijving van de zescilinder motoren valt buiten het bestek van dit artikel, omdat deze motoren nooit door SEAT zijn gebruikt. Volstaan wordt met de opmerking dat de Fiat 1800 een motor had van 1795 cc, die een vermogen leverde van 85 SAE PK. De motor van de 2100 had een inhoud van 2054 cc en dat leverde 95 SAE PK op. De 1800 haalde hiermee een topsnelheid van 140, de 2100 haalde 150 km/u. In 1959 waren het daarmee behoorlijk snelle auto's.
Het totale gewicht bedroeg 1230 kg.

## Van SEAT 1400 C naar 1500
In 1960 verscheen de in 1959 voor het eerst voorgestelde 1400 C op de Spaanse markt. De wagen werd goed ontvangen, want in het eerste jaar werden er al 6500 exemplaren gebouwd en in 1961 was dat aantal al verdubbeld. Voor de Spanjaarden, die in die tijd nauwelijks over een buiten hun land geproduceerde auto konden beschikken, moet de 1400 C iets geweldigs zijn geweest, ondanks de tegenvallende prestaties. Nooit eerder konden ze zich een dergelijke representatieve, eigentijdse wagen aanschaffen. We zagen de auto niet alleen bij de wat beter gesitueerde burgerij, maar ook als representatieve auto bij overheidinstanties en als taxi. In 1962 werd het gamma uitgebreid met een stationwagen, die in het Spaans Familiar werd genoemd. De familiar zou de basis vormen voor diverse varianten, al dan niet door SEAT zelf gebouwd, zoals ambulance, bestelwagen met gesloten zijramen en lijkauto.
Ondertussen gingen er geruchten over een versie met een grotere motor. Dat werd niet de 1800 of 2100 motor van de Fiats, maar uit Italië kwam wel een ander oplossing. In 1961 had Fiat de 1500, een nieuwe middenklasser, op de markt gebracht. Het koetswerk van deze wagen was kleiner en minder scherp dan dat van de 1800/2100, maar het was verder in dezelfde stijl getekend. De motor was in wezen een 1800-blok, maar dan met twee cilinders minder. Hierdoor bleef een blok van 1481 cc over en dat leverde altijd nog 72 DIN PK op. Een vlotte motor dus, die de Fiat 1500 tot een van de snellere wagens in zijn klasse maakte. Het idee was daarom helemaal niet zo gek om de 1500-motor eens in een 1800 in te bouwen. Deze combinatie werd in 1963 op de markt gebracht als Fiat 1500 L.
Vermeldenswaard is nog dat in 1961 de 1800 en 2100 op tal van punten werden verbeterd. Zo werd de achterwielophanging gewijzigd en werden rondom schijfremmen gemonteerd. De 2100 kreeg een grotere motor en werd daarmee omgedoopt tot Fiat 2300. Ter onderscheiding van de 1800 kreeg de 2300 een indrukwekkend front met dubbele koplampen en de sierstrip op de flanken werd dubbel uitgevoerd. Deze wijzigingen gingen overigens aan SEAT voorbij, maar we komen er nog op terug.
Voor SEAT was de komst van de 1500-motor een goede oplossing om een grotere, maar niet al te gecompliceerde motor te kunnen bieden. En zo kon het gebeuren dat in 1963 de SEAT 1500 verscheen. Behalve de motor waren er nauwelijks verschillen met de 1400 C. Meest in het oog springende verschil was de verlengde schaal op de snelheidsmeter, want die moest een topsnelheid van ruim 140 km/u kunnen aangeven. De 1500 bleek een gouden greep te zijn. De nieuwe motor gaf de auto eindelijk de prestaties die in overeenstemming waren met zijn voorkomen, zonder dat overigens sprake kan zijn van een sportief rijgedrag.
In 1964, het eerste volledige productiejaar, kwamen er al 8200 exemplaren uit de fabriek, naast nog 6300 1400 C-modellen. Topjaar werd 1965 met bijna 27000 wagens. Zo werd de 1500 een vertrouwd beeld op de Spaanse wegen. Het werd een statussymbool voor hogere functionarissen in overheidsdienst of bij het bedrijfsleven, maar ook de trouwe werker voor taxichauffeurs, politie en iedereen die veel of grote spullen moest vervoeren. De familiar was een uitkomst voor kinderrijke gezinnen. Behalve enkele onbeduidende wijzigingen aan grille of wieldoppen, veranderde er tot 1968 niet veel aan de auto.

## Nieuwe varianten en wijzigingen
In 1968 gingen bij Fiat de 1500 L, 1800 en 2300 uit productie, om te worden opgevolgd door de Fiat 125 en de Fiat 130. Voor SEAT geen reden om de 1500 vaarwel te zeggen. Integendeel, want in hetzelfde 1968 werd de wagen iets gemoderniseerd. Ingrepen aan de motor deden het vermogen toenemen van 72 naar 75 PK en er werden rondom schijfremmen gemonteerd.
Verder werd een pick-up in productie genomen. Dit was waarschijnlijk een eigen ontwikkeling van SEAT, maar mogelijk ook een Fiat-ontwikkeling. In elk geval was het een model dat geen tegenhanger bij Fiat kende. De auto werd overigens geen groot succes, want na 300 exemplaren werd de productie binnen twee jaar alweer beëindigd.
In 1969 werden opnieuw wijzigingen doorgevoerd. Voor het eerst sinds 1960 werd het uiterlijk van de 1500 onder handen genomen. Dit nieuws was echter oude koek, want de wagen werd nu voorzien van dubbele koplampen, zoals de Fiat 2300 al acht jaar eerder kreeg. Dit neemt niet weg dat de dubbele koplampen een indrukwekkend vooraanzicht opleveren. Liefhebbers in Spanje spreken enigszins liefkozend over de "Bifaro" als ze deze versie bedoelen. Het interieur van de Bifaro werd met een wat goedkoop aandoend fophout op het dashboard knusser gemaakt.
Belangrijk ander nieuws uit 1969 is de komst van een diesel-versie. Een ontwikkeling die in de taxibranche, een belangrijke klant van de 1500, met enthousiasme zal zijn begroet. Deze motor kwam nu eens niet van Fiat, want dat maakte geen diesels in die tijd, maar van Mercedes-Benz. Het ging om een motor van 1767 cc met 46 PK, die bekendheid had gekregen als krachtbron in de Mercedes 180 D. De motor werd overigens in licentie gebouwd bij een Spaanse motorenfabriek. SEAT gaf de diesel een curieuze typeaanduiding: SEAT 1500 diesel 1800. Uiterlijk waren er geen verschillen met de benzineversie, maar in de motorruimte en aan de voorvering moesten tamelijk ingrijpende aanpassingen worden gedaan om het zware motorblok te kunnen torsen. De stookkosten van de diesel mochten gunstig zijn, de prestaties waren bedroevend. Het duurde vijftig seconden om op topsnelheid van 103 km/u te komen. Binnen twee jaar werd overgeschakeld op een twee liter Mercedes-diesel, die acceptabele prestaties leverde.

## De laatste jaren
Ondanks de geschetste vernieuwingen aan de 1500, daalde de productie in 1968 scherp tot 11.500 auto's. Dat is minder dan de helft van het jaar daarvoor. Deze daling kan vrijwel zeker verklaard worden door de komst in 1968 van de SEAT 124, die een stuk moderner was dan de 1500. Deze eveneens door Fiat bedachte auto werd in Spanje direct een groot succes. Met name de snelle, chique SEAT 1430 pleegde kannibalisme op de 1500.
In 1971 werd nog een keer een poging gedaan om de wagen een eigentijds aanzien te geven door een matzwarte grille te monteren. De achterlichten en de achterklep kregen de vorm zoals de Fiat 2300 in zijn laatste jaren had. Met de zwarte grille heeft de auto, vooral bij een donkere carrosseriekleur, een gedistingeerd aanzien, maar dit neemt niet weg dat de 1500 een ouderwetse auto was geworden. In 1972 werd de productie beëindigd ten gunste van de SEAT 132. In totaal zijn er 140.000 exemplaren van de 1500 en 48.000 van de 1400 C gebouwd.
Het stopzetten van de productie betekende dan ook niet direct het einde voor de auto. Het was een degelijke, betrouwbare wagen, die tot in de jaren tachtig een vertrouwde verschijning bleef op de Spaanse wegen, maar daarna werd het minder. In de jaren tachtig nam de welvaart toe in Spanje, waardoor veel mensen zich niet meer noodgedwongen in een oude auto hoefden te verplaatsen. Menig 1500 werd na jaren goede dienst terzijde gesteld. Invoering van een verplichte autokeuring betekende ook het einde voor veel oudere auto's.
Inmiddels bestaan er clubs van liefhebbers die oude SEATs 1500 restaureren en er zijn diverse websites aan de auto gewijd. In deze kringen gebruikt men de troetelnaam "Milqui" (van milquinientos, Spaans voor 1500). Veel Spanjaarden bewaren goede herinneringen aan de 1500 en de auto heeft dan ook de status van klassieker, die tot het Spaanse culturele en industriële erfgoed wordt gerekend. Dat hierbij geen oog is voor het feit dat de 1500 eigenlijk een nagebouwde Italiaanse auto is, zegt iets over de grote indruk die de wagen door zijn verschijning en betrouwbaarheid heeft gemaakt.
Huidige modellen:
Ibiza · 
Arona ·
Leon ·  
Ateca ·
Tarraco
Oudere modellen:
600 · 
850 · 
1200 · 
1400 · 
1430 · 
1500 · 
124 · 
127 · 
128 · 
131 · 
132 · 
133 · 
Ritmo · 
Ronda · 
Fura · 
Málaga · 
Panda · 
Marbella · 
Terra · 
Inca · 
Arosa · 
Córdoba · 
Toledo · 
Altea (XL) · 
Exeo · 
Alhambra ·
Mii